# 大郷町立大郷中学校
大郷町立大郷中学校（おおさとちょうりつ おおさとちゅうがっこう）は、宮城県黒川郡大郷町にある町立の中学校。

## 概要
- 大郷町唯一の中学校である。

## 沿革
- 2008年（平成20年）4月1日 - 大郷町立明星中学校と大郷町立大松沢中学校が統合して開校

## 学区
- 大郷町立大郷小学校学区（大郷町全域）